# Droits LGBT à Chypre
Les personnes lesbiennes, gays, bisexuelles et transgenres (LGBT) à Chypre font l'objet d'une reconnaissance récente.

## Reconnaissance légale des couples homosexuels
En 2010, le secrétaire permanent du ministre de l'Intérieur chypriote, Lazaros Savvides, a indiqué que le gouvernement allait examiner quel type d'union pour les couples homosexuels pouvait être mis en place à Chypre.
Cela est suivi en 2013 par l'annonce de la ministre de l'Intérieur Eleni Mavrou d'un projet de loi de partenariat civil ouvert aux couples de même sexe. En mars de cette même année, le président de la république de Chypre nouvellement élu Níkos Anastasiádis réaffirme son soutien au projet de loi. En novembre, le ministre de l'Intérieur, Socratis Hasikos confirme que le projet de loi reste à l'ordre du jour.
Ce n'est qu'en 2015 que la question est à nouveau débattue. Le 6 mai 2015, le conseil des ministres chypriote approuve un projet de loi d'accord de cohabitation, au genre neutre, et donnant un grand nombre de droits similaires au mariage. Le 6 juin 2015, le parti au pouvoir DISY annonce son soutien au projet de loi,. Le projet de loi est adopté en première lecture le 18 juin 2015. Le 1er juillet 2015, la Chambre des représentants décide de renommer cet accord de cohabitation en cohabitation civile. Le projet de loi est adopté en seconde lecture le 26 novembre 2015 avec 39 voix contre 12, et 3 abstentions,,. Il est publié au Journal Officiel le 11 décembre 2015 et prend effet le jour même.

## Protections contre les discriminations
Depuis 2004, Chypre a mis en place une loi anti-discriminations (Loi d'égalité de traitement dans l'emploi et les occupations de 2004) qui interdit explicitement les discriminations sur la base de l'orientation sexuelle en matière d'emploi. La loi a été votée pour se mettre en conformité avec l'Union européenne.
En 2013, le Code pénal a été modifié pour inclure l'orientation sexuelle et l'identité de genre, criminalisant ainsi toute discrimination à leur égard. En Chypre du Nord, la même loi a été adoptée, en même temps que la dépénalisation de l'homosexualité, le 27 janvier 2014.
En mai 2015, le Parlement a modifié le Code pénal en criminalisant le fait de se livrer à un comportement inacceptable et la violence contre les personnes en fonction de leur orientation sexuelle.

## Tableau récapitulatif
| Dépénalisation de l’homosexualité                                                   | Depuis 1998 |
| Majorité sexuelle identique à celle des hétérosexuels                               | Depuis 2002 |
| Interdiction des discours de haine contre les LGBT                                  | Depuis 2013 |
| Interdiction de la discrimination liée à l'orientation sexuelle à l'embauche        | Depuis 2004 |
| Interdiction de la discrimination liée à l'identité de genre dans tous les domaines | Depuis 2013 |
| Mariage civil ou partenariat civil                                                  | Non         |
| Adoption conjointe dans les couples de personnes de même sexe                       | Non         |
| Adoption par les personnes homosexuelles célibataires                               | Oui         |
| Droit pour les gays de servir dans l’armée                                          | Oui         |
| Droit de changer légalement de genre (après stérilisation)                          | Non         |
| Gestation pour autrui pour les gays                                                 | Non         |
| Accès aux FIV pour les lesbiennes                                                   | Non         |
| Autorisation du don de sang pour les HSH                                            | Non         |